# Murgantia
Genre
Murgantia est un genre d'insectes hémiptères, appartenant à la famille des Pentatomidae (punaises).

## Systématique
Le genre a été décrit par l'entomologiste suédois Carl Stål en 1862.

## Espèces rencontrées en Amérique du Nord
- Murgantia angularis (Walker, 1867)
- Murgantia histrionica (Hahn, 1834)
- Murgantia tessellata (Amyot and Serville, 1843)
- Murgantia varicolor (Westwood, 1837)
- Murgantia violascens (Westwood, 1837)